# Phylloscopus ricketti
Phylloscopus ricketti е вид птица от семейство Phylloscopidae.

## Разпространение
Видът е разпространен във Виетнам, Китай, Лаос и Тайланд.